# Ярославицька сільська рада (Млинівський район)
Яросла́вицька сільська́ ра́да — колишній орган місцевого самоврядування у Млинівському районі Рівненської області. Адміністративний центр — село Ярославичі.

## Загальні відомості
- Ярославицька сільська рада утворена в 1940 році.
- Територія ради: 73,12 км²
- Населення ради: 2 009 осіб (станом на 2001 рік)

## Населені пункти
Сільській раді підпорядковані населені пункти:
- с. Ярославичі
- с. Боремець
- с. Велика Городниця
- с. Підлісці
- с. Чекно
- с. Яловичі

## Склад ради
Рада складається з 16 депутатів та голови.
- Голова ради: Прудніков Леонід Анатолійович
- Секретар ради: Андріюк Алла Арсентіївна

### Керівний склад попередніх скликань
| Прізвище, ім'я, по батькові     | Основні відомості                                                 | Дата обрання | Дата звільнення |
| ------------------------------- | ----------------------------------------------------------------- | ------------ | --------------- |
| Герасимчук Володимир Андрійович | Сільський голова, 1948 року народження, член Народної партії      | 26.03.2006   | 31.10.2010      |
| Прудніков Леонід Анатолійович   | Сільський голова, 1979 року народження, освіта вища, безпартійний | 31.10.2010   |                 |

Примітка: таблиця складена за даними сайту Верховної Ради України